# 湾沚区
湾沚区（わんし-く）は、中華人民共和国安徽省蕪湖市に位置する市轄区。旧名は蕪湖県（ぶこけん）。
2020年7月6日に市轄区の湾沚区に改編された。

## 行政区画
- 鎮:湾沚鎮、六郎鎮、陶辛鎮、紅楊鎮、花橋鎮